# Bitka za Aduatuku
Bitka za Aduatuku je vođena između Rimljana i Eburona prvih dana studenog 54. godine prije nove ere tijekom Galskih ratova Julija Cezara.

## Predigra
Tijekom svojih kampanja u Galiji Julije Cezar je svaku jesen izdavao naređenje svojim legijama da izgrade tvrđave u kojima će prezimiti. Po tadašnjim rimskim pravilima tijekom zime lokalno stanovništvo je trebalo legiju opskrbljivati hranom i drugim životnim potrepštinama. Pod takvim uvjetima 8. rimska legija je dobila naređenje da prezimi na teritoriju plemena Eburona malo zapadnije od rijeke Rajne na području današnjeg belgijskog gradića Tongesa gdje su sagradili tvrđavu Aduatuku. "Kraljevi" ovog plemena su tada bili stari Catuvoleus i mladi Ambiorix koji su odlučili barem na početku da se prave kao da će ispuniti rimske zahtjeve. To se naglo promijenilo samo 3 tjedna kasnije kada su na vijest o bunama na području Galije donijeli odluku da napadnu ovdje prisutnu rimsku legiju. Do prvog okršaja je došlo kada su Eburoni napali malenu rimsku jedinicu koja je kod njih došla u potrazi za hranom. Ubrzo nakon rimskog bjega u tvrđavu tamo su prispjeli Ambiorix i Catuvoleus kuneći se u lojalnost, ali da oni jednostavno nisu u stanju održati kontrolu nad svojim usijanim glavama. Također su javili o pripremama za opći napad na tvrđavu, povodom čega se Ambiorix ponudio da će sigurnim putevima odvesti 8. rimsku legiju do druge najbliže jedinice koja je bila udaljena 75 kilometara.

## Rimljani
Rimska legija smještena na teritoriju Eburona je bila najnižeg reda od svih drugih u Galiji. Gotovo svi njeni legionari su bili novaci sa 6 mjeseci vojnog staža bez da su ikada sudjelovali u ozbiljnoj bitci. Njihov jedini dotadašnji zadatak je bio čuvanje vojnih zaliha drugih jedinica koje se nalaze na pohodima. Zapovjedništvo nad ovom jedinicom su imali zajedno Quintus Sabinus i Lucius Cotta. Na vijest o buni i ponudi za sigurni uzmak ova dva zapovjednika su počela žestoku raspravu. Sabinus je bio za prihvaćanje ponude dok se Cotta protivio nemajući vjere u Ambiorixa i uvjeren da su u stanju izdržati opsadu tijekom cijele zime dok se ne pojavi Cezar. Na kraju duboko u noći Cotta je popustio i Rimljani su sutradan rano ujutro napustili sigurnost tvrđave.

## Bitka
Nakon samo 3 kilometra marširanja Ambiorix je dovukao legiju u duboki kanjon nakon čega je počeo napad Eburonesa. Znajući da ne mogu pobijediti niti rimske novake u borbi prsa o prsa oni su pripremili veliku zalihu strijela i kopalja s kojima su bombardirali rimljane cijelih 8 sati. Rimski zapovjednik Sabinus koji se nalazio u prednjom dijelu kolone je odmah nakon početka napada izgubio živce shvaćajući da legiji nema spasa. Drugi rimski zapovjednik Cotta nemajući od početka povjerenje u ponudu slobodnog prolaska pripremio je začelje kolone za borbu i kada su prve strele bile ispaljene oni su bili spremni. Bez obzira na to nalazeći se u kanjonu rimski vojnici su bili bez nade. Nekoliko sati nakon početka bitke Sabinus je počeo pregovore o predaji svojeg dijela legije čemu se ranjeni Cotta žestoko protivio. Na kraju tijekom tih pregovora Sabinus je bio ubijen od Ambiorixa zajedno sa svim vojnicima koji su se predali dok je Cotta poginuo boreći se. Ostaci ostataka Cottinog začelja su se uspjeli probiti do svoje tvrđave Atuatuka gdje su odbijali napade neprijatelja sve do pada mraka kada je bitka prestala. Tijekom noći preživjeli rimski vojnici su donesli odluku o masivnom samoubojstvu koju su i izvršili do početka sljedećeg dana tako da nitko od njih nije pao u ruke neprijatelju. Procjenjuje se da su tijekom ove bitke Rimljani izgubili 7 000 ljudi dok su gubici Eburona bili nepoznati.

## Nakon bitke
Ova velika pobjeda Eburona je u stvarnosti završila kao njihov potpuni poraz. Nakon što su uvidjeli cijelodnevni otpor novaka u klopci i njihovo kasnije samoubojstvo niti jedno od susjednih plemena se nije pridružilo Eburonima u ovom ratu. Oni su zbog tog fanatičnog otpora Rimljana došli do zaključka da ih je nemoguće pobijediti i sljedeće godine su se pridružili Cezaru u potpunom zatiranju Eburona kojima su sva sela spaljena.